# フィリップス・コーニンク
フィリップス・コーニンク（Philips Koninck、1619年11月5日 - 1688年10月8日（葬礼日））はオランダ黄金時代の画家の一人である。多くの風景画を描いた。名はフィリップともされ、姓は「Coninck」、「de Koninck」、「Konink」、「Koninckx」、「Koning」などの表記のゆれがある。

## 略歴
銀細工師の息子としてアムステルダムに生まれた。兄のヤコブ・コーニンク(Jacob Koninck)も画家になった。1639年からロッテルダムで兄の弟子として働き始め、1640年にレンブラントの弟子の画家アブラハム・フルネリウス(Abraham Furnerius)の妹(姉)と結婚した。コーニンクもレンブラントから指導を受けていたと考えられている。
1641年にロッテルダムからアムステルダムに移り、その後はアムステルダムで活動した。
肖像画なども描いたが、1640年代から風景画を多く描いたことで知られている。風景画のスタイルはアムステルダムでも活動したヘルクレス・セーヘルス(c.1589-c.1638)に近いとされ、画面の中央に遮るものがない地平線が描かれるという構図の風景画（panoramas）を多く描いた。

## 作品

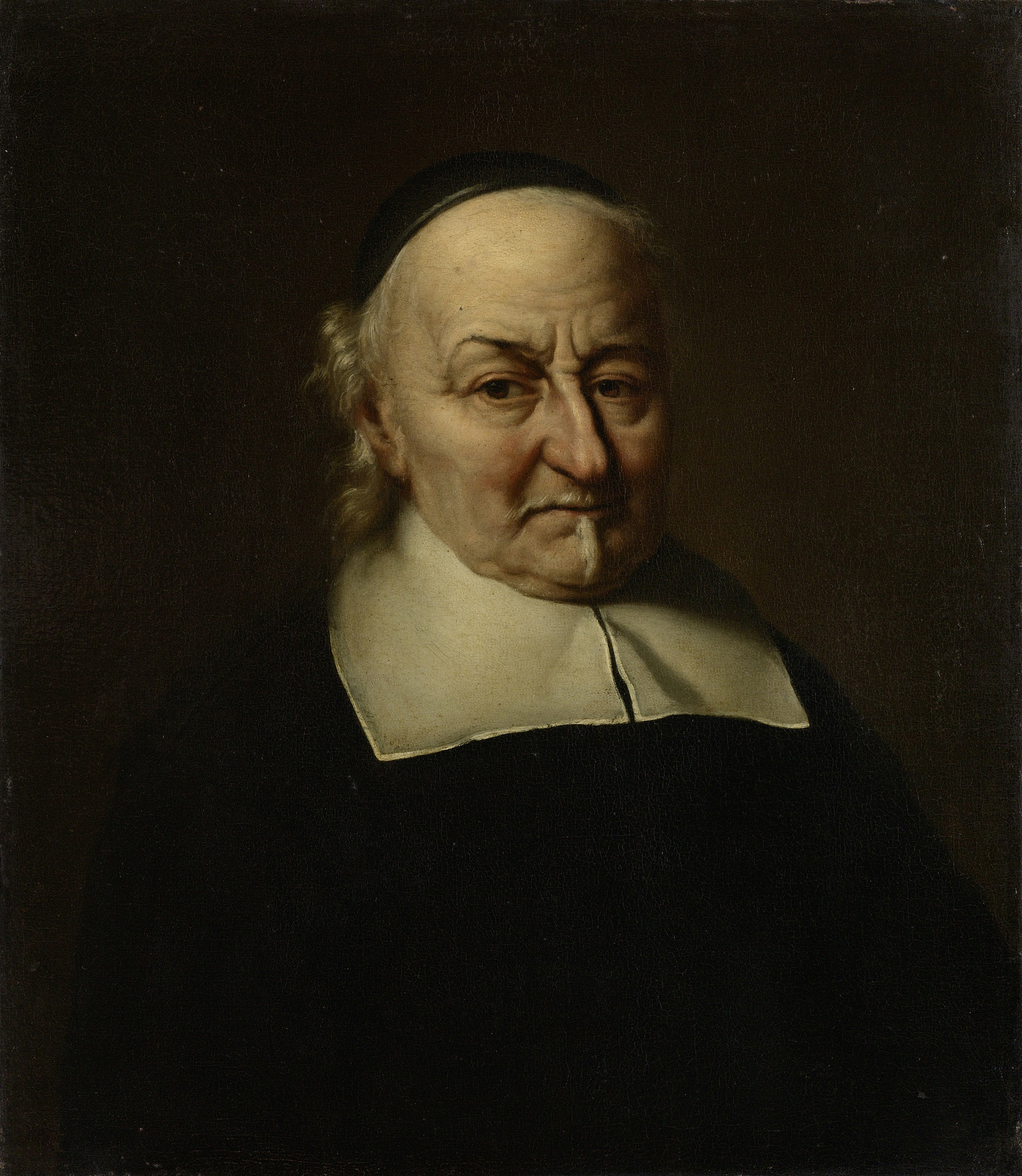
ヨースト・ファン・デン・フォンデルの肖像画
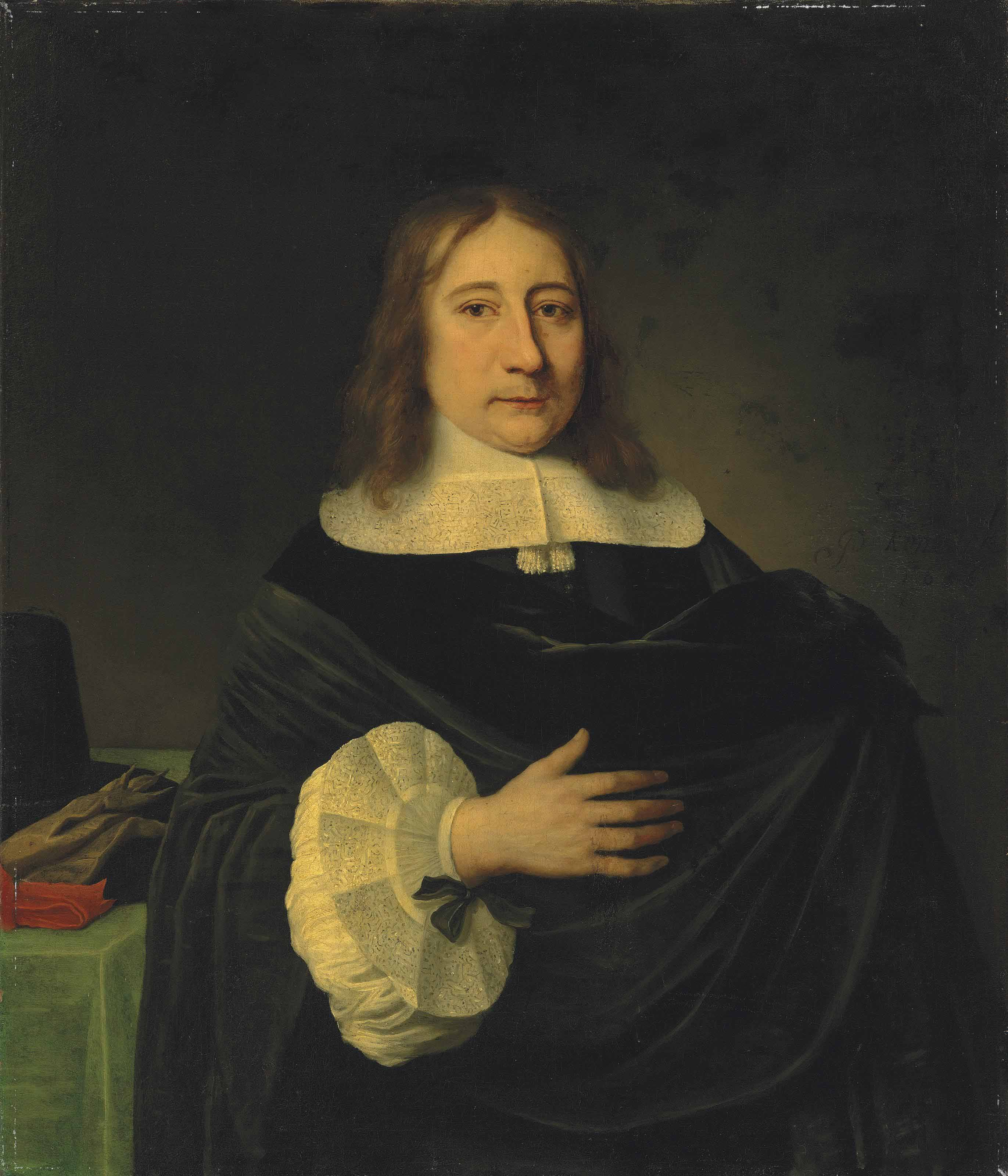
肖像画
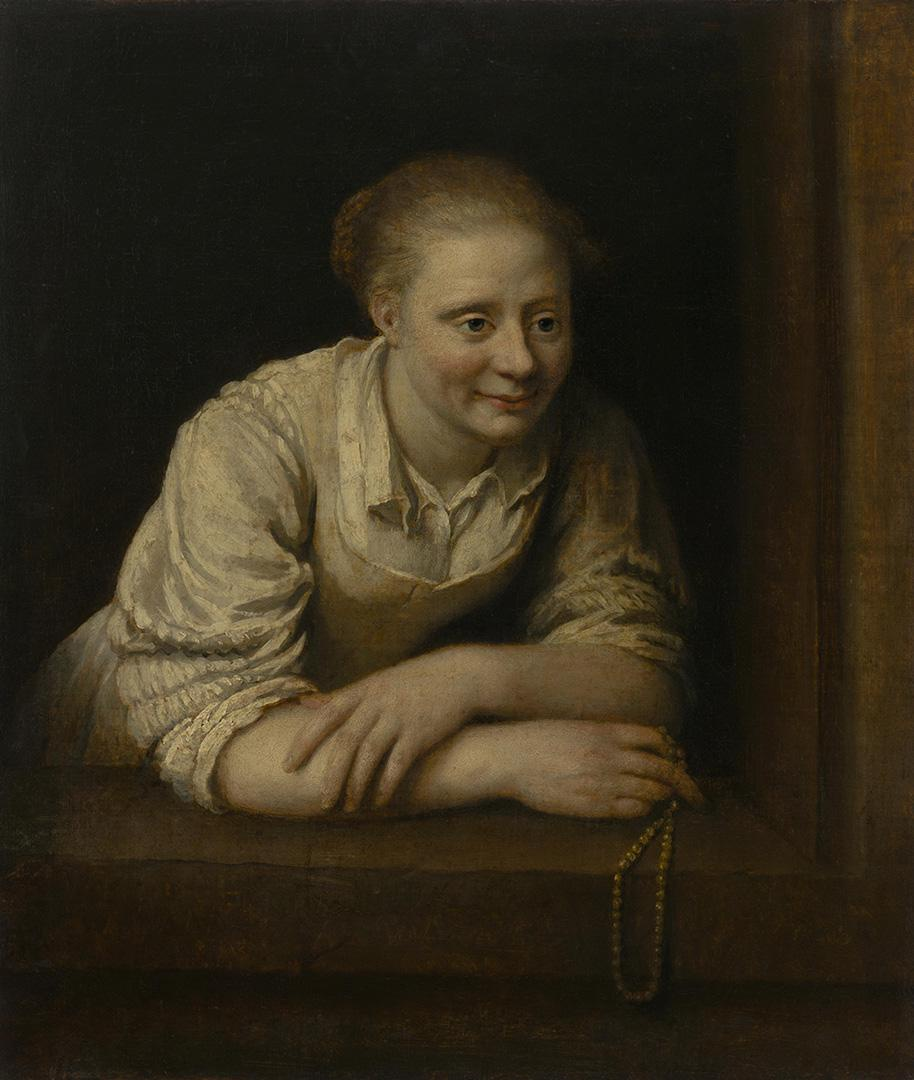
手に真珠を持った婦人
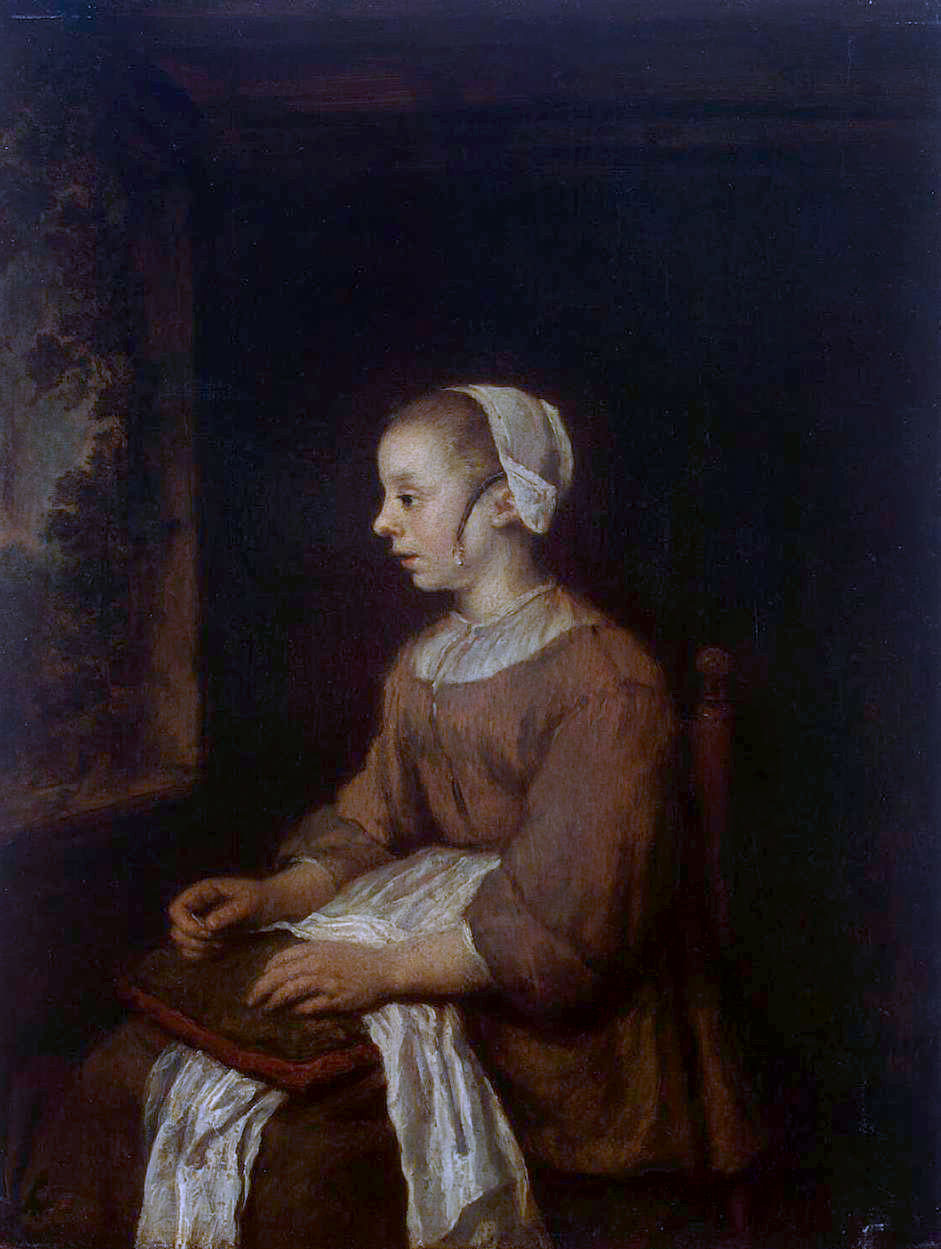
針子
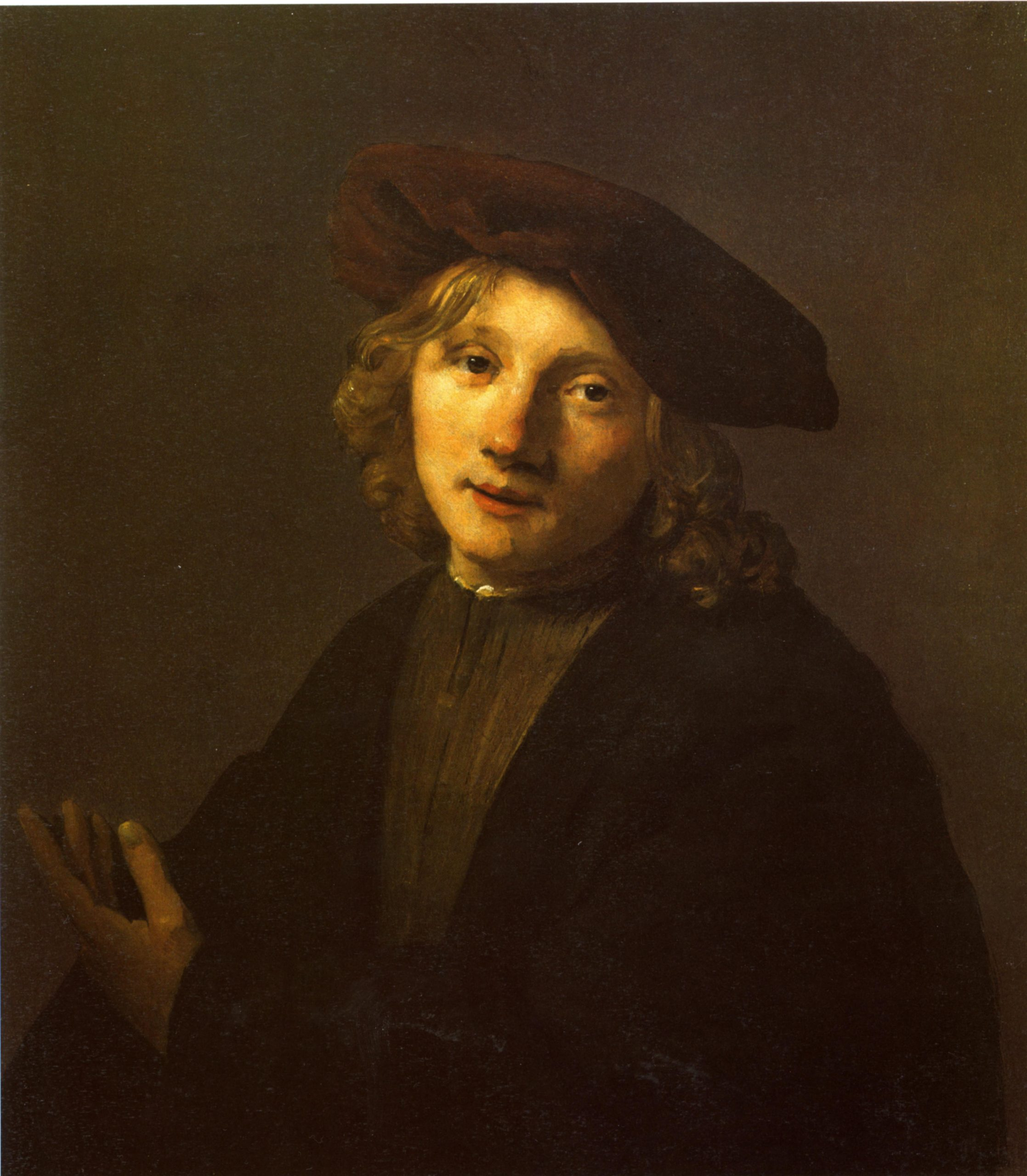
ハイマン・デュラート(画家/詩人)の肖像

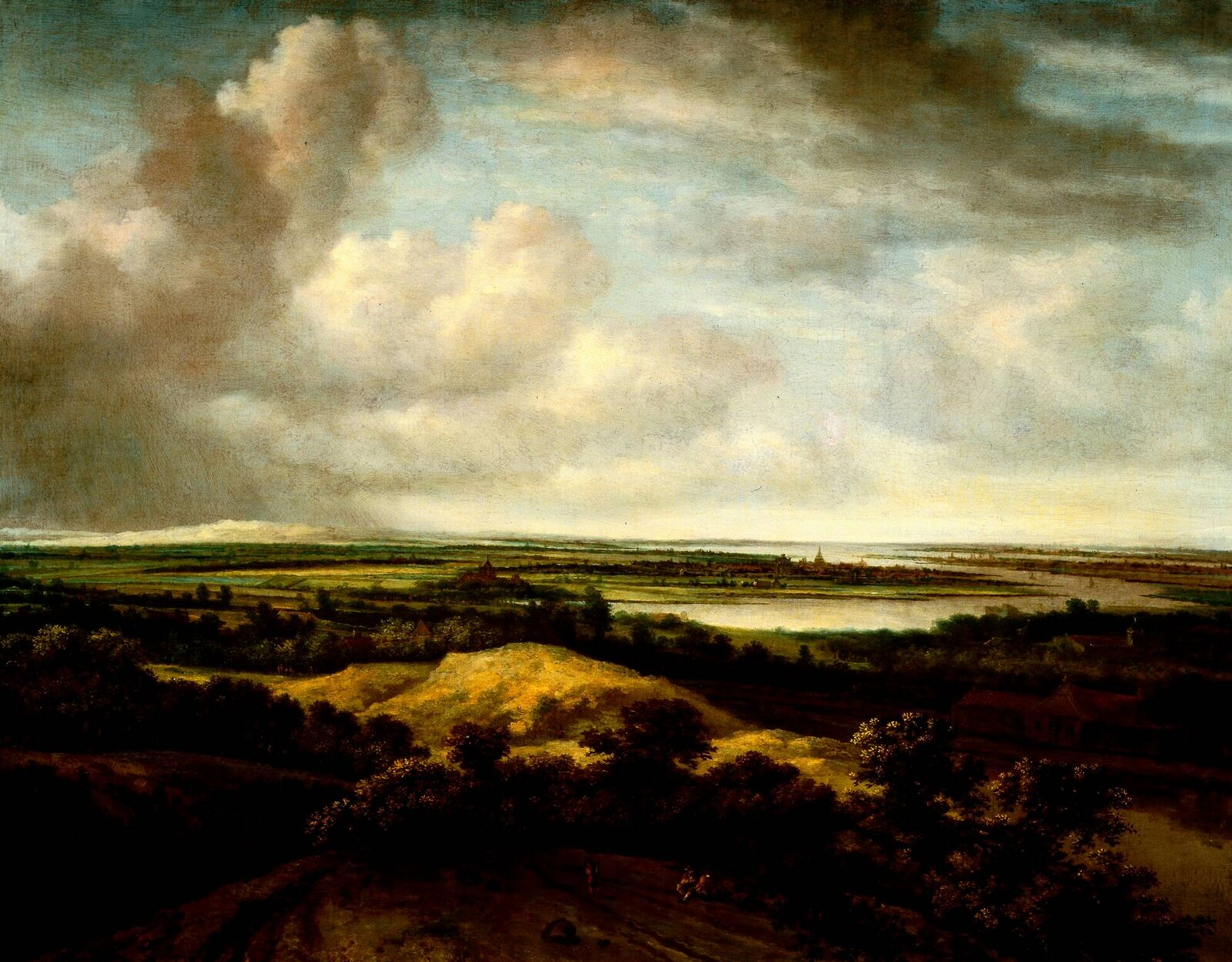
川と砂丘のある風景
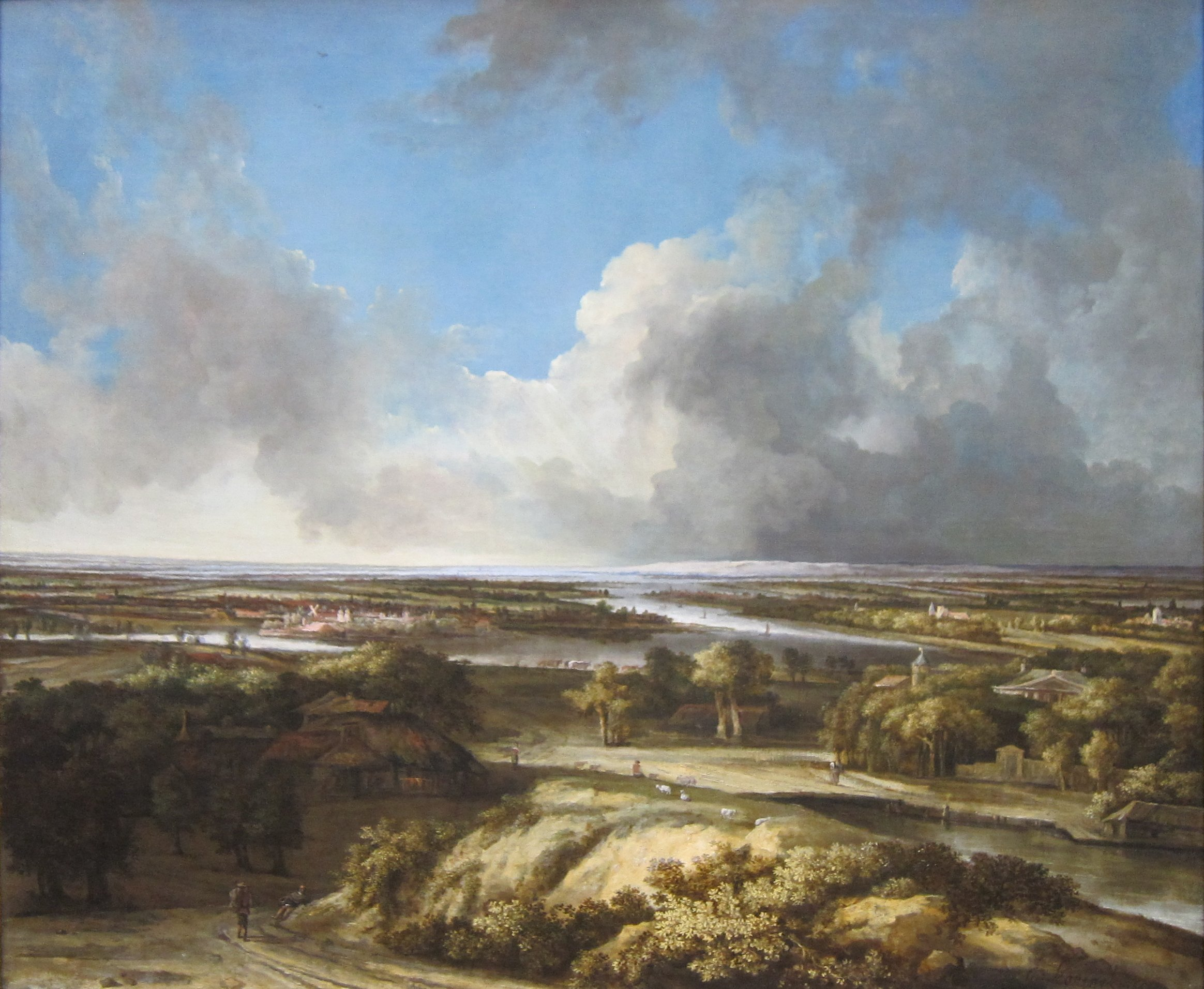
広大な風景
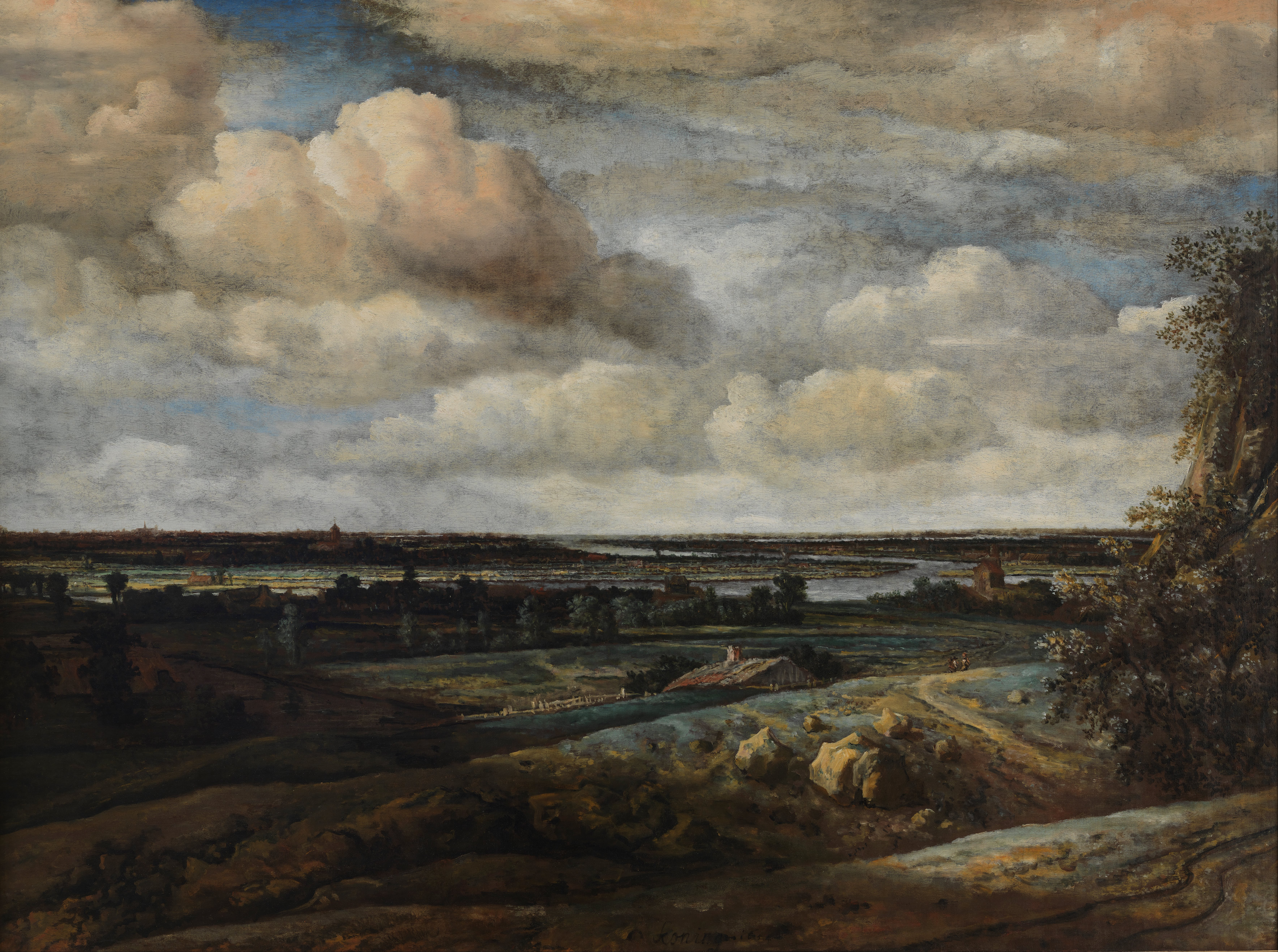
ハールレムの遠望